# Gustav Ebert
Gustav Ebert (* 14. Juli 1886 in Hannover; † 7. Juni 1968 in Minden) war ein deutscher Politiker (SPD). Er gehörte von 1947 bis 1950 dem Landtag von Nordrhein-Westfalen an.

## Leben
Ebert besuchte die Volksschule und absolvierte im Anschluss eine Ausbildung zum Glasmacher. Im Jahr 1909 hielt er sich eine Zeit lang in Holland auf, bis er wieder zurück in Deutschland, als Behörden- und Gewerkschaftsangestellter arbeitete. Von Januar 1927 bis 1933 war er im Bezirk Minden Geschäftsführer des Verbandes der Fabrikarbeiter. Bis 1933 war er Mitglied des Oberschiedsgerichtes der Glasindustrie für Rechtsstreitigkeiten; des vom damaligen Reichswirtschaftsrat eingesetzten Ein- und Ausfuhrausschusses; des Beirats im Glasarbeiterverband und Beisitzer in Sozialversicherungs- und Arbeitsgerichten.

## Politik
Ebert war im Jahr 1909 der SPD beigetreten und übte seine gewerkschaftliche und politische Tätigkeit von 1909 bis 1933 aus. Während der Zeit des Nationalsozialismus betätigte er sich nicht politisch, erst nach Ende des Weltkrieges war er von 1945 bis 1946 als Stadtverordneter in Minden aktiv. Außerdem wurde er Geschäftsführer der Gewerkschaft Öffentliche Dienste, Transport und Verkehr in Minden. Im Jahr 1947 wurde er in den ersten Landtag von Nordrhein-Westfalen gewählt. Durch Gewinn des Direktmandats im Wahlkreis 146 Minden-Süd gehörte er dem Landesparlament vom 20. April 1947 bis zum 17. Juni 1950 an.

## Weblink
Gustav Ebert beim Landtag Nordrhein-Westfalen